# Крем, Бенджамин
Бенджамин Крем (5 декабря 1922, Глазго, Шотландия, Великобритания — 24 октября 2016, Лондон, Великобритания) — шотландский художник, международный лектор, эзотерик, писатель, главный редактор некоммерческого журнала и сайта Share International.
Он утверждал, что Новое пришествие Великого Учителя, предсказанное многими религиями, примет форму «Майтрейи», Всемирного Учителя. Буддисты называют Майтрейей будущего Будду, но Крем утверждал, что Майтрейя — это Учитель, на появление которого указывали и надеялись все мировые религии. Другие его имена, согласно Крему, это: Христос, Имам Махди, Кришна и Мессия. Крем говорил, что Майтрейя, «Аватар для эры Водолея», начиная с 19 июля 1977 жил в Лондоне.

## Идейные основы
Относил себя к эзотерической традиции, начало которой положила Елена Блаватская, а продолжателями стали Елена Рерих и Алиса Бейли. Вслед за вышеназванными авторами, он утверждал, что на нашей планете существует коллектив Мастеров Мудрости, людей, достигших полного совершенства, возможного на планете Земля. Мастера Мудрости осуществляют Божественный План эволюции на нашей планете. Именно Они вдохновили великие достижения человечества, действуя через тайных учеников во всем мире. По результатам деятельности таких учеников, человечество называло их «талантами», «гениями», «святыми» и «пророками». Коллектив Мастеров Мудрости называется «Духовная иерархия». Именно из этого Источника произошли все мировые религии. Мастера указывают путь и учат, но только само человечество, добровольно отзываясь на Их вдохновение, создаёт новые культуры и цивилизации. Ныне впервые за много тысяч лет, говорил Крем, Мастера Мудрости целым коллективом возвращаются в наш мир.

## Биография
Родившись в Шотландии, с 1946 года жил в Лондоне, был женат.
Способность видеть эфирные слои материи, по его заявлению, проявлялась ещё в возрасте четырёх лет. Научное доказательство существования эфирных слоев материи он получил в конце 1940-х годов, изготовив прибор «оргонный аккумулятор Вильгельма Райха». В возрасте 14 лет он заинтересовался эзотерикой, когда прочел книгу Александры Давид-Неель «Мистики и маги Тибета» (изд. 1929). Эта и другие книги побудили его развивать самообладание: власть духовной воли над телом, желаниями и мыслями. С начала 50-х годов труды Блаватской, Ледбитера, Гурджиева, Успенского, Патанджали, Бейли, Рерих, Вивекананды, Йогананды, Шивананды, Шри Рамана Махарши вдохновили Крема интенсивно заниматься концентрацией, а затем медитацией, в результате чего он пережил состояние просветления.

### Подготовка к служению (1959 год)
Утверждал, что у него никогда не возникало желаний получать наставления от Мастера Мудрости. Поэтому, когда к нему в гости пришёл ученик Духовной Иерархии и сказал, что Мастер Мудрости будет передавать Крему телепатические послания, это стало для него полной неожиданностью. Первый раз его Учитель вышел с ним на телепатический контакт в январе 1959 года, и попросил прийти на встречу с людьми в назначенное время, в назначенное место в Лондоне. Встреча состоялась, это стало доказательством, что его ментальная телепатия — не иллюзия. Тогда же, в 1959 году состоялся первый телепатический контакт с Майтрейей, который подарил Бенджамину Крему необыкновенное переживание: одновременное видение прошлого и будущего. Майтрейя обещал прийти сам, приблизительно к 1980 году и предложил принять участие в подготовке этого события. Крем согласился, и после этого Мастер Мудрости приступил к интенсивному обучению Крема, с целью установить более надежную телепатическую связь и усовершенствовать характер Крема. Учитель, как он утверждал, поручил ему записывать на магнитофон информацию, которая затем вошла в изданные книги.

### Начало служения (1975 год)
Впервые к своей публичной миссии он приступил 30 мая 1975 в Доме Друзей на Эустон Роуд, в Лондоне. В его речи главным было то, что в наш мир возвращается коллектив просветленных духовных учителей, которые покажут человечеству путь в эру Водолея, эру всеобщего мира и братства, основанного на принципах любви и взаимопомощи. Во главе этого коллектива был и будет великий аватар, Майтрейя, Всемирный Учитель, прихода которого ждут в наше время крупнейшие религии, как Долгожданного: Он — Христос для христиан, Имам Махди для мусульман, Кришна для индусов, Мессия для евреев, 5-й Будда для буддистов.
С 1975 по 1979 год выступал с лекциями в разных странах Европы. Во время своего первого турне по США в 1980 году рассказывал о своем опыте перед большими аудиториями во многих крупных городах этой страны. Позже он выступал с лекциями и участвовал в конференциях в странах Западной и Восточной Европы, в Японии, Австралии, Новой Зеландии, Канаде, Мексике, и делал в год два турне по Соединенным Штатам. Только в США он дал более чем 300 интервью радио и телевидению.
С 1981 года начал издаваться ежемесячный журнал Share International, главный редактор Бенджамин Крем.

### Пресс-конференция в Лос-Анджелесе (1982)
В своих публичных выступлениях он не раз подчёркивал, что Майтрея действует по Закону, не позволяющему покушаться на свободу воли (свободу выбора) человечества. Чтобы Всемирный Учитель проявил себя, само человечество должно пригласить Его через своих представителей — СМИ. В апреле 1982 он разместил в газетах многих стран мира рекламные объявления, озаглавленные «Христос уже здесь». По его словам, «Христос», которого он также называл «Майтрейя», заявит о своем существовании с помощью всемирной телевизионной трансляции, но для этого СМИ должны пригласить его выступить через объединенные телевизионные сети. Ни в этих объявлениях, ни в февральском выступлении 1982 года на американском телевидении, он не называл место пребывания Майтрейи. 14 мая 1982 года он собрал пресс-конференцию в Лос-Анджелесе. Более 90 представителей СМИ услышали, как Бенджамин Крем впервые объявил, что Майтрейя живёт в азиатской общине, в районе переулка Брик, в Лондоне. На вопрос одного из присутствовавших журналистов: «А что если кто-то попытается убить его?» — Крем ответил, что Майтрейя неуязвим. На пресс-конференции Крем заявил, что когда наступит «День Декларации», Христос выступит через международные телевизионные каналы, соединённые спутниками связи. Все, кто будут смотреть на экран, увидят лицо Майтрейи, но он не будет говорить. Он установит телепатическую связь со всем человечеством одновременно. Пока Христос будет передавать телепатическое послание, каждый человек не только поймёт его, но испытает гораздо большее чувство любви, чем испытывал когда-либо прежде. Это мощнейшее излияние энергии любви вызовет сотни тысяч «чудесных» исцелений одновременно. Так человечество получит доказательство, что Майтрейя — Всемирный Учитель. Крем бросил СМИ вызов: если журналисты предпримут серьёзные усилия, чтобы искать и найти Майтрейю, то Майтрейя откроет им себя. Но СМИ не приняли этот вызов, никто из приглашённых на пресс-конференцию журналистов не поехал в Лондон на поиски Майтрейи. Ему и его коллегам понадобились годы напряжённой работы, прежде чем сначала отдельные независимые журналисты, а затем и представители телевидения приступили к поискам Майтрейи. Как писал Крем, энергия, потраченная этими журналистами, уравновесила закон Свободной воли и позволила Майтрейе заявить о себе более открыто.

### Майтрейя в Найроби (1988)
22 июня 1988 г. журнал «Кения Таймс» опубликовал статью с фотографиями человека в библейских одеждах, озаглавленную «Сам Иисус Христос посетил наш город?» В статье говорилось, что 4 июня 1988 года в час дня над церковью Вифлием в предместьях Найроби загорелась необычайно яркая звезда, и продолжала гореть над этим местом днем и ночью, а спустя неделю, 11 июня 1988 во время молитвы 6000 верующих здесь «будто из воздуха» появился человек в белых одеждах. Он произнес краткую речь на местном диалекте, а затем исчез таким же феноменальным способом. Десятки людей были внезапно исцелены. Новость облетела мировые СМИ. А Бенджамин Крем прокомментировал: этот человек был Майтрейя.
С 1989 по 2002 годах он публиковал в своём журнале сообщения о чудесных появлениях Майтрейи перед собраниями верующих разных вероисповеданий. Вблизи мест появления Майтрейи позднее люди обнаружили источники «чудотворной» целебной воды.

### Сбывшиеся предсказания (1989—1991)
В период 1989—1991 годов в своём журнале «Международная взаимопомощь» он опубликовал ряд политических прогнозов, которые журналу передавал сотрудник Майтрейи. Эти прогнозы сбылись со странной точностью: падение Берлинской стены, конец коммунистического режима в Советском Союзе, освобождение Нельсона Манделы, прекращение апартеида в Южной Африке, освобождение похищенного правозащитника Terry Waite (1991), преждевременная отставка Маргарет Тэтчер и многие другие. Эти предсказания журнал «Международная взаимопомощь» публиковал и рассылал в виде пресс-релизов для международной прессы. Сборник предсказаний вошёл в книгу Бенджамина Крема «Миссия Майтрейи, том 2».

### Майтрейя приглашен на телевидение (2000)
В конце 1990-х он сделал заявление, что крупная телевизионная сеть США пригласила на интервью Майтрейю, и что он принял приглашение. К 2000 году появилось сообщение, что Майтрейя принял приглашение со стороны телевидения Японии. В 2000 году Крем писал: 
«Когда рынок ценных бумаг рухнет, и станет очевидно, что это произошло на самом деле, тогда появится Майтрейя. Он воспользуется ранее полученным приглашением и выступит по главным телевизионным каналам США, а затем — Японии. После этого телевизионные сети всех стран захотят взять интервью у этого необыкновенного человека. Он не будет называть себя Майтрейей. Его не будут представлять, как Христа или Всемирного Учителя, а всего лишь как человека, одного из нас, но необыкновенной мудрости, зримой любви, беспокоящегося о людях всего мира — не какой-то одной группы, а обо всех людях, где бы они ни жили, и любого статуса. Народы будут слушать Его, и Его голос будет услышан. Он выразит потребность большей части человечества в справедливости и свободе, в праве на жизнь в приличных условиях, которые большинство из нас на Западе считают обыкновенными».

### Звезда Майтрейи (2009)
12 декабря 2008 году журнал Share International распространил пресс-релиз, объявлявший, что в самом ближайшем будущем большая яркая звезда появится на небе, видимая в разных странах мира днем и ночью. И вскоре после этого Майтрейя даст первое интервью крупной телевизионной программе США.
С первых чисел января 2009 года о наблюдениях необычайно яркой звезды пришли сообщения из Норвегии, Южной Африки, Соединенных Штатов, Дубайи и Катара. Весь 2009 год в своих выступлениях Крем уделял много внимания сообщениям и фотографиям «Звезды-Знамения».

### Майтрейя выступает на телевидении (2010)
14 января 2010 года он объявил, что Майтрейя уже выступил с интервью в крупной телевизионной сети США, что он будет выступать на телевидении США и других стран и будет говорить о необходимости спасти голодающих, реформировать мировую экономическую систему, обеспечить международную справедливость, и благодаря этому, гарантировать мир во всем мире. Он отметил, что Майтрейя представляется другим именем, выглядит, как обычный человек, и будет скрывать свой статус Всемирного Учителя до самого Дня Декларации.
В журнале Share International за апрель 2010 года он заявил следующее: 
«В настоящее время Майтрейя даёт интервью в Америке. Но Он отправится из Америки во многие страны: в Японию, Европу, Южную Америку, Россию и Китай. Он будет говорить с миром. При этом не забывайте, что когда Он говорит во время интервью, в большинстве случаев происходит трансляция через Интернет. Происходят мощные трансляции через крупнейшие телепрограммы и через Интернет. Его могут одновременно видеть и слышать миллионы людей. В Америке Он говорит по-английски, в Японии будет говорить по-японски, в России по-русски, в Китае по-китайски, в Южной Америке на испанском и португальском. Так миллионы людей услышат и получат доступ ко всем интервью, которые Он даст».
В конце января 2010 года несколько телезрителей из США, не связанные с «Международной взаимопомощью», опубликовали своё предположение, что Майтрейя — это американский учёный Радж Пател, поскольку именно он, 12 и 13 января 2010 года в интервью на разных телепрограммах США выступал в защиту голодающих и говорил о непригодности нынешней экономической системы.
После того, как эта история попала в СМИ, 20 апреля 2010 года Бенджамин Крем дал интервью «Гардиан», озаглавленное «Радж Пател не Майтрейя, но Всемирный Учитель здесь, и он необходим». В своих книгах и статьях он множество раз подчёркивал, что его задача — только подготовить почву для выступления Майтрейи, а найти Майтрейю (не называющего себя Майтрейей) и устроить ему международную пресс-конференцию — это задача СМИ. Крем писал: Майтрейя не желает, чтобы его называли этим именем. Он предпочитает выступать, как обычный человек, один из нас. Тогда народы смогут отнестись к его словам без предубеждений. Предубеждения и враждебность неизбежны, если заявить, что Он — Христос, Майтрейя Будда, Имам Махди, Мессия. Эти имена станут препятствием на пути к свободному восприятию Его идей о реконструкции нашего мира. Эти идеи должны нам понравиться. Мы должны сами захотеть щедрости, справедливости и прочного мира во всём мире.
Бенджамин Крем не заявлял о своём духовном статусе и не принимал денежного вознаграждения за свою работу в журнале, за свои лекции, книги и статьи. Добровольцы из разных стран перевели и опубликовали его произведения на многих языках.

### Книги Бенджамина Крема на русском
- Майтрейя. Великое сближение (М.: Амрита-Русь, 2010. — 336 с. — ISBN 978-5-413-00157-8)
- Майтрейя. Учение вечной мудрости (М.: Амрита-Русь, 2010. — 384 с. — ISBN 978-5-94355-612-8)
- Майтрейя. Будущее цивилизации (М.: Амрита-Русь, 2010. — 384 с. — ISBN 978-5-94355-608-1)
- Миссия Майтрейи, том 3, часть 2 (М.: Амрита-Русь, 2007. — 384 с. — ISBN 5-94355-526-9)
- Миссия Майтрейи, том 3, часть 1 (М.: Амрита-Русь, 2006. — 384 с. — ISBN 5-94355-462-9)
- Миссия Майтрейи, том 2, часть 2 (М.: Амрита-Русь, 2006. — 432 с. — ISBN 5-94355-412-2)
- Миссия Майтрейи, том 2, часть 1 (М.: Амрита-Русь, 2006. — 416 с. — ISBN 5-94355-357-6)
- Трансмиссия. Медитация Новой Эры. (М.: Амрита-Русь, 2006. — 240 с. — ISBN 5-94355-423-8)
- Миссия Майтрейи, том 1 (М.: Амрита-Русь, 2005. — 448 с. — ISBN 5-94355-318-5)
- Учение вечной мудрости (М.: Торус-Пресс, 2004. — 64 с. — ISBN 5-94588-026-4)
- Второе пришествие Христа и Учителей Мудрости (М.: Нива России, 1999. — 272 с. — ISBN 5-260-00820-0)
- Сайт «Книги Бенджамина Крема»
- Сайт «Международная взаимопомощь»

### Книги Бенджамина Крема на английском
- The Gathering of the Forces of Light (Published: Share International Foundation, 2010 ISBN 978-90-71484-46-9 Paperback: 240 pages)
- The Awakening of Humanity (Published: Share International Foundation, 2008 ISBN 978-90-71484-41-4 Paperback: 141 pages)